# Dominikanerkirche (Münster)

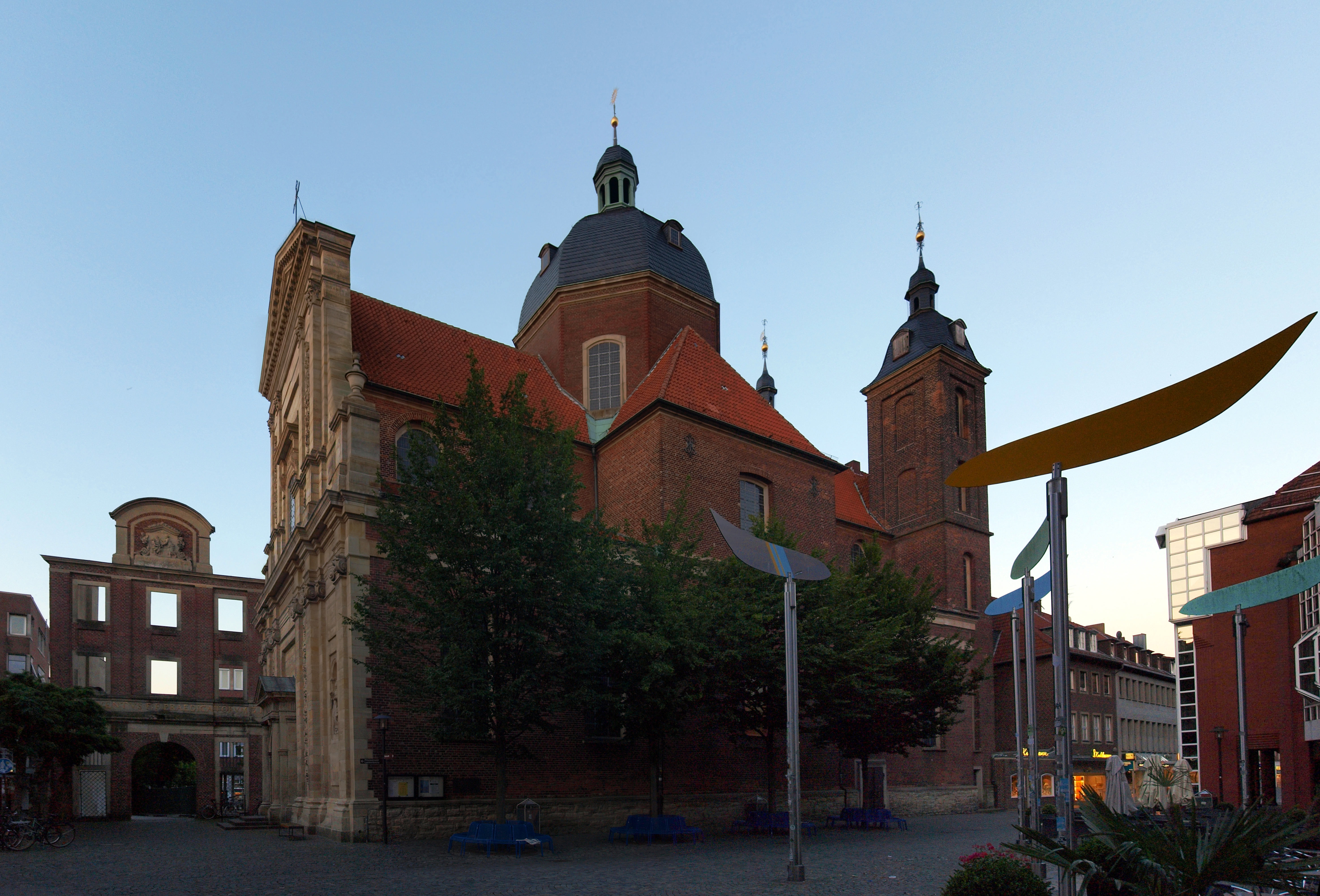
Dominikanerkirche Münster

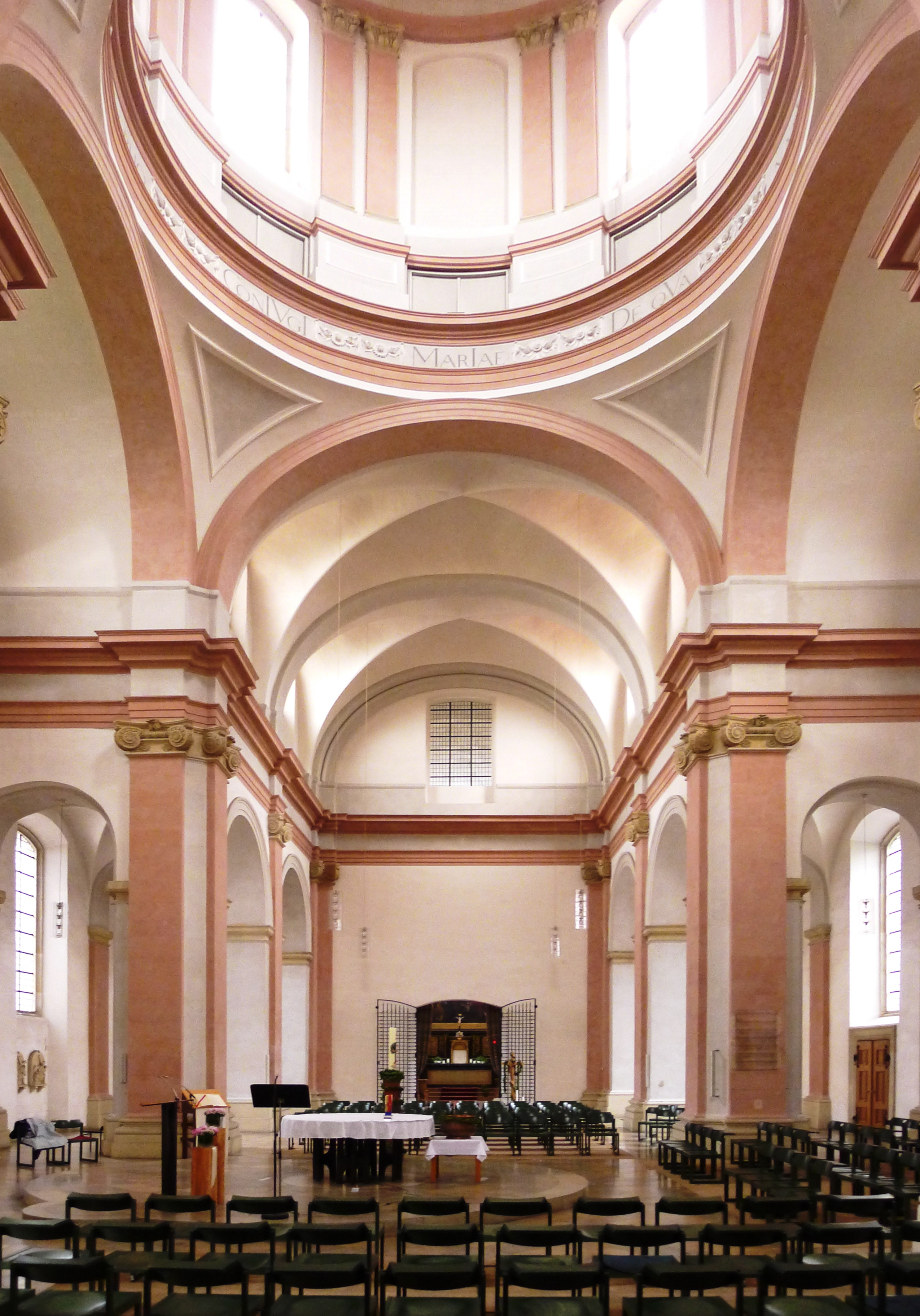
Inneres nach Osten, Zustand 2013

Die Dominikanerkirche ist ein Kirchbau im Zentrum von Münster an der Salzstraße, unweit der Lambertikirche.

## Geschichte
Die Kirche war Teil einer Klosteranlage, von der als Ruine nur noch eine Wand erhalten ist, die an die Sandsteinfassade der Kirche angrenzt. Bernhard III. von Droste-Hülshoff (1634–1700) förderte die Kirche, indem er Gelände seines Münsteraner Stadthofes verkaufte.
Die Kirche wurde von 1705 bis 1725 nach Entwürfen des Architekten Lambert Friedrich Corfey entworfen und erbaut. Nach der Ausstattung wurde sie 1728 konsekriert und dem Patrozinium des heiligen Josef unterstellt. Sie diente bis zum Beginn des 19. Jahrhunderts als Konventskirche der Dominikaner in Münster.
Im Zuge der Säkularisation wurde das Dominikanerkloster 1811 aufgehoben. Die Klosteranlage ging in staatlichen (preußischen) Besitz über, die Kirche wurde ab 1826 für militärische Zwecke genutzt. 1880 erwarb die Stadt Münster die Kirche und nutzte sie ab 1889 als Schulkirche für das städtische Realgymnasium (heute: Ratsgymnasium). Nach weitgehender Zerstörung während des Zweiten Weltkrieges zog sich der Wiederaufbau der Kirche bis zum Jahr 1974 hin. Auf dem ehemaligen Klostergelände errichtete das Land Nordrhein-Westfalen (Architekt Karlheinz Sundermann, Staatsneubauleitung Münster) 1959 das Behördenhaus am Alten Steinweg, das ursprünglich an den Sandsteingiebel des Klosters anschließen sollte. Da dort ein Straßendurchbruch vorgesehen war, der nicht durchgeführt wurde, blieb der Klostergiebel nur als Ruine erhalten. Mit der Wiedererrichtung der Kuppel konnte erst 1961 begonnen werden. Später wurde die Kirche von der Katholisch-Theologischen Fakultät der Westfälischen Wilhelms-Universität (heute Universität Münster) verwaltet und maßgeblich von der katholischen Universitätsgemeinde genutzt, die dort ihre sonntäglichen Gottesdienste feierte. Rector Ecclesiae war Klaus Müller. Am 12. November 2017 wurde die Kirche durch Weihbischof Stefan Zekorn profaniert. Die Universitätsgemeinde feiert ihre Gottesdienste seither in der St.-Ludgeri-Kirche.
Unter der Vierungskuppel wurde 2018 Gerhard Richters Arbeit Zwei graue Doppelspiegel für ein Pendel installiert. Das Foucaultsche Pendel besteht aus einer 48 Kilogramm schweren und 22 cm dicken Messingkugel an einem 29 Meter langen Seil. Von einem Magnetfeldantrieb in Bewegung gesetzt, schwingt das Pendel über einer Bodenplatte mit einem zwölfgeteilten Kranz von 5,6 Meter Durchmesser. Infolge der Erdrotation dreht sich die Platte in rund 30 Stunden einmal unter dem Pendel weg. Eingerahmt wird das Kunstwerk von an den Vierungswänden aufgehängten Spiegeln, die das Bild des Pendels und des Publikums zurückwerfen und so den Betrachter in das Kunstwerk einbeziehen. Die Kosten für die Einrichtung des Kunstwerks schlugen mit 650.000 Euro zu Buche, die zu großen Teilen aus Drittmitteln bestritten wurden.

## Kirchbau
Der Kirchbau besteht aus einem erhöhten Mittelschiff sowie Querhaus und zwei niedrigen Seitenschiffen. Mittelschiff und Querhaus sind 15,7 m hoch. Das Mittelschiff ist 33 m lang, die Kirche insgesamt, mit Chorraum, circa 42 m. Die barocke Kuppel über der Vierung ist innen rund (Durchmesser circa 9 m), außen achteckig. Sie ist circa 29 m hoch, mit der Kuppellaterne circa 34 m. Ebenso hoch sind die beiden Türme.
Die Sandsteinfassade der Kirche ist zweigeschossig und mit zurückhaltend gliedernden Pilastern angelegt. Die Mittelachse wird von einem vorspringenden Ädikulaportal mit Säulen dorischer Ordnung beherrscht. In zwei Rundnischen seitlich des Portals befinden sich die Statuen der Ordenspatrone Dominikus und Thomas von Aquin.
Im Zuge der Wiedererrichtung der Kirche nach dem Zweiten Weltkrieg wurde die Altarinsel in die Vierung unterhalb der Kuppel verlegt. Die ursprüngliche Chortrennwand wurde wiederhergestellt, ist allerdings durch eine Öffnung zur Kirche hin begehbar. Der Chorraum diente zuletzt als Sakramentskapelle und beherbergt einen barocken Hochaltar (1699), der ursprünglich für die Gaukirche in Paderborn erbaut worden war. Er wurde 1903 für die Dominikanerkirche erworben und 1904 eingebaut. 2021 wurde er restauriert.
In der Kirche befindet sich unter anderem das Epitaph für den Architekten der Kirche, Lambert Friedrich Corfey, der 1733 in der Gruft unter der Dominikanerkirche beigesetzt wurde. Der Entwurf stammt von Johann Conrad Schlaun.

## Orgel
Eine 1958 vom Orgelbauer Paul Ott (Göttingen) für den großen Hörsaal des Fürstenberghauses am Domplatz erbaute Orgel war zwischen 1975 und 2018 in der Dominikanerkirche installiert. Der Registerbestand blieb gegenüber dem ursprünglichen Standort weitgehend unverändert, die Orgel erhielt lediglich ein neues Gehäuse. Das rein mechanische Instrument hat 29 Register auf zwei Manualen und Pedal. 1996 wurde das Instrument überarbeitet. Die Orgel wurde 2018 aus der Kirche entfernt, um die Arbeit Richters besser zur Geltung zu bringen. Damit endete auch die über 30-jährigen Tradition der „Akademischen Orgelstunde“, die von Joachim Dorfmüller für die Universität Münster ins Leben gerufen worden war.
| II Hauptwerk C–f3 |                   |        |
| 01.               | Quintade          | 16′    |
| 02.               | Prinzipal         | 08′    |
| 03.               | Spitzflöte        | 08′    |
| 04.               | Oktave            | 04′    |
| 05.               | Rohrflöte         | 04′    |
| 06.               | Gemshorn          | 02′    |
| 07.               | Sesquialtera II   | 02 ⁄3′ |
| 08.               | Mixtur VI         | 01 ⁄3′ |
| 09.               | Quintzimbel III 0 | 02⁄3′  |
| 10.               | Trompete          | 16′    |
| 11.               | Trompete          | 08′    |
|                   | Tremulant         |        |

| I Rückpositiv C–f3 |             |         |
| 12.                | Holzgedackt | 08′     |
| 13.                | Prinzipal   | 04′     |
| 14.                | Blockflöte  | 04′     |
| 15.                | Oktave      | 02′     |
| 16.                | Quinte      | 01 ⁄3′  |
| 17.                | Terz        | 01 3⁄5′ |
| 18.                | Oktave      | 01′     |
| 19.                | Scharff IV  | 01′     |
| 20.                | Rankett     | 16′     |
| 21.                | Regal       | 08′     |
|                    | Tremulant   |         |

| Pedal C–f1 |           |     |
| 22.        | Subbass   | 16′ |
| 23.        | Prinzipal | 08′ |
| 24.        | Oktave    | 04′ |
| 25.        | Holzflöte | 04′ |
| 26.        | Nachthorn | 02′ |
| 27.        | Mixtur V  | 02′ |
| 28.        | Posaune   | 16′ |
| 29.        | Trompete  | 08′ |

- Koppeln: I/II; I/P; II/P.

Die Orgel wurde 2023 in der Auferstehungskirche Überlingen neu aufgebaut und um ein drittes Manualwerk und etliche Register erweitert.

## Geläut
Im Nord-Turm der Dominikanerkirche befinden sich drei Glocken.  Das Ensemble besteht aus zwei Glocken aus dem Jahre 1977, und einer historischen Glocke aus dem Jahre 1670.
| Nr. | Gussjahr | Gießer      | Durchmesser (mm) | Masse (kg) | Schlagton (HT-1/16) |
| 1   | 1977     | –           | 760              | ~290       | c2 - 6              |
| 2   | 1670     | Petr Hemony | 705              | ~205       | d2 - 7              |
| 3   | 1977     | –           | 604              | ~140       | e2 - 7              |